# Hofbrunnstraße
Die Hofbrunnstraße ist eine Innerortsstraße in München. Die Allee liegt im Münchner Stadtbezirk 19 Thalkirchen-Obersendling-Forstenried-Fürstenried-Solln und führt durch den Stadtteil Solln.

## Geschichte

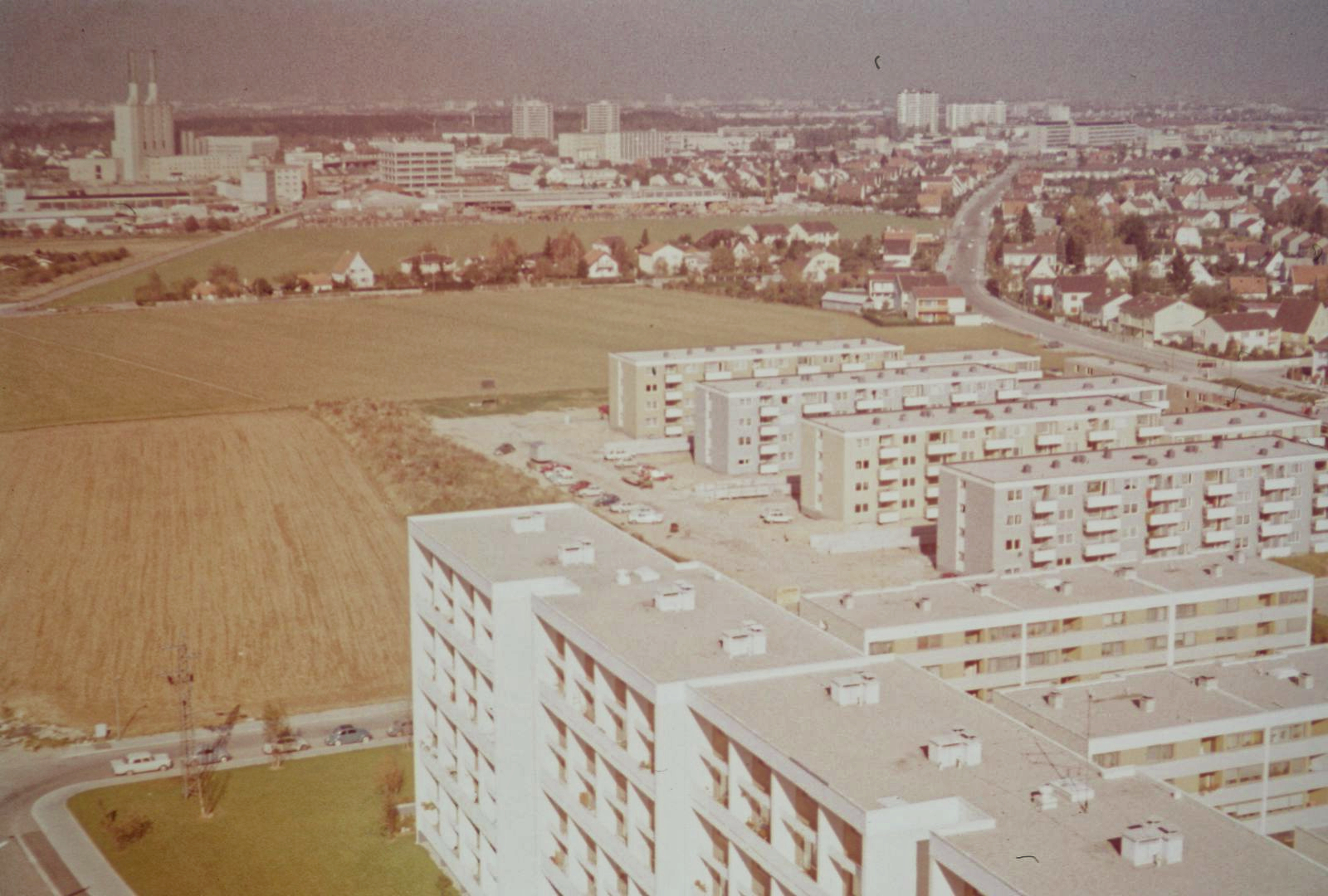
Westabschnitt der Hofbrunnstraße (horizontal im oberen Bilddrittel) ca. 1970

Die Straße geht auf einen historischen Deichenweg zurück, der entlang einer aus Deicheln gebildeten Wasserleitung verlief. Über diese Leitung wurde Schloss Fürstenried von dem Hofbrunnhaus in Großhesselohe aus mit Wasser versorgt.
Bei der Anlage der Villenkolonie Solln in den 1900er Jahren wurde der östliche Abschnitt dieses Wegs, ungefähr bis zur heutigen Aidenbachstraße, zu einer Straße ausgebaut. An ihr entstand bis zum Ersten Weltkrieg eine spärliche Bebauung aus vereinzelten Villen. Auch nach Kriegsende wurden die Lücken in der Bebauung nur langsam geschlossen. Der westliche Abschnitt der Straße bis zu der Verbindungsstraße zwischen Obersendling und Forstenried (heutiger Straßenzug Siemensallee – Lochhamer Straße – Stäblistraße) wurde erst nach 1920 ausgebaut und erhielt in den 1920er und 1930 Jahren eine Bebauung aus Einfamilienhäusern.
Beim Bau der Parkstadt Solln in den 1960er Jahren bildete das Westende der Hofbrunnstraße die nördliche Grenze der Neubebauung. Mit Fertigstellung der Parkstadt und der Drygalski-Allee verlor die Hofbrunnstraße ihren westlichen Anschluss und endet seitdem als Sackgasse.

## Verlauf
Die Straße zweigt in der Nähe der S-Bahn-Station Solln (Lage) schräg von der parallel zu der Bahnstrecke verlaufenden Sollner Straße ab und verläuft nahezu geradlinig durch die Villenkolonie Solln nach Nordosten. Sie kreuzt die Aidenbachstraße und verläuft ab der Kreuzung mit der Weltistraße als Sackgasse entlang dem Nordende der Parkstadt Solln. Dort endet sie kurz vor der Kreuzung Stäblistraße / Drygalski-Allee (Lage). Durchgang oder Durchfahrt zu der Kreuzung ist nur für Fußgänger und Radfahrer möglich.

## Beschreibung
Die Straße ist etwa 1,9 Kilometer lang. und verläuft nahezu eben. Benannt ist sie nach der ehemaligen Wasserleitung, deren Verlauf sie folgt und die durch die Königlichen Hofbrunnwerke betrieben wurde.
Das Straßenbild ist geprägt durch Einfamilienhäuser und dem Charakter der Gegend als Villenkolonie in der Größe angepasste Mehrfamilienhäuser. Die wenigen noch erhaltenen Villen aus der Zeit vor oder kurz nach dem Ersten Weltkrieg stehen unter Denkmalschutz. Dabei handelt es sich um die Häuser mit den Hausnummern 10, 13, 15b, 17, 27, 30, 37, 39 und 42.

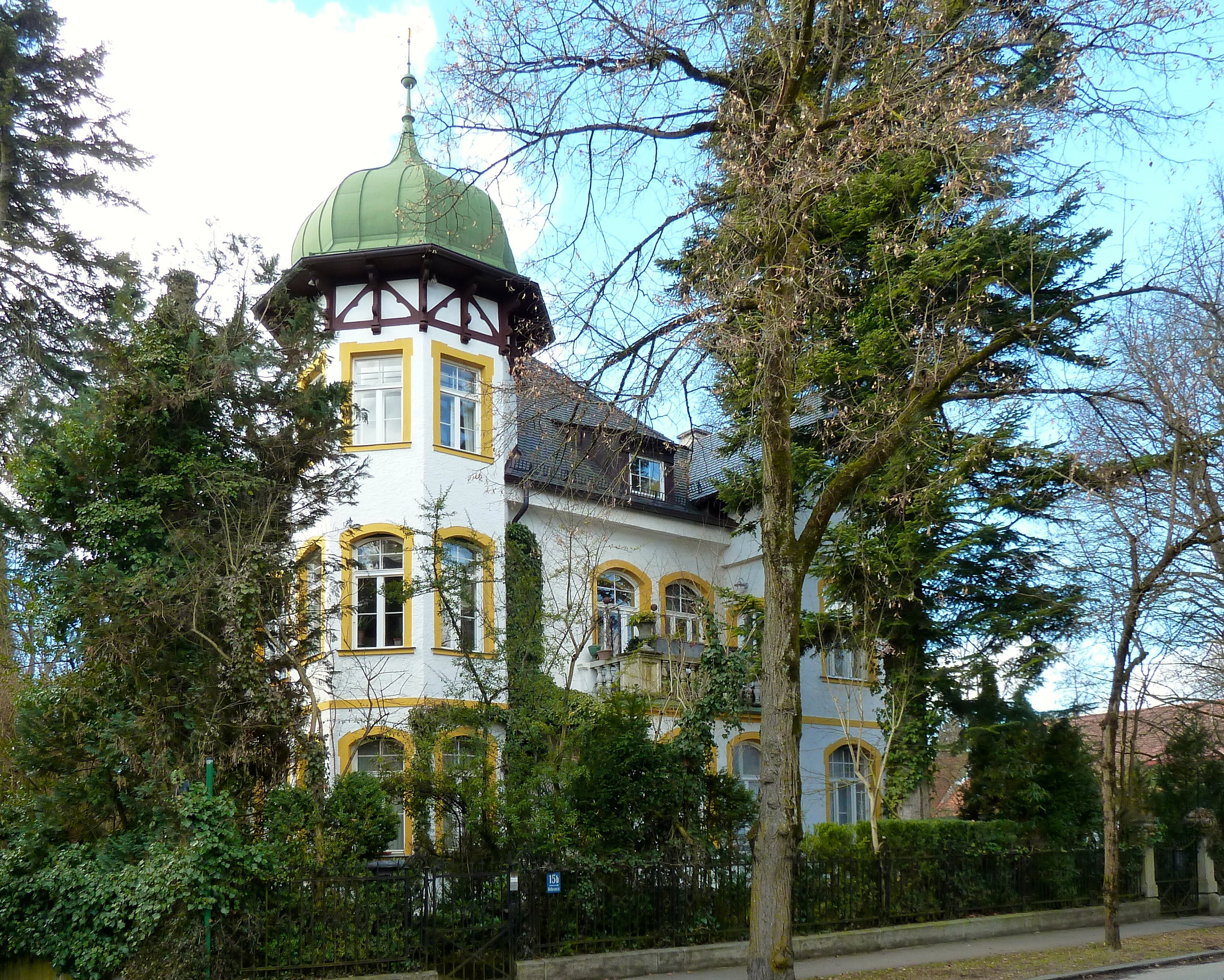
Hofbrunnstraße 15b
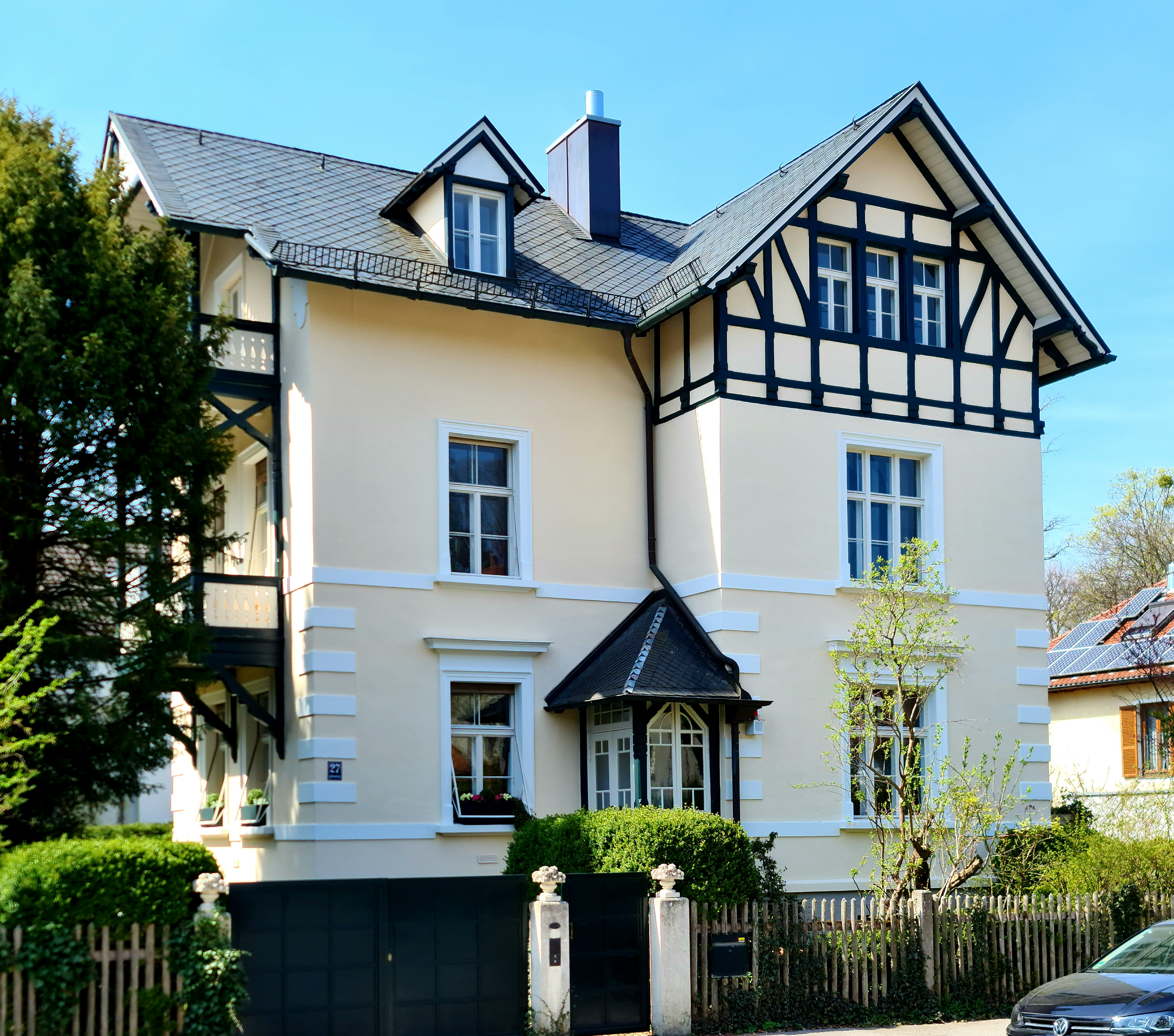
Hofbrunnstraße 23
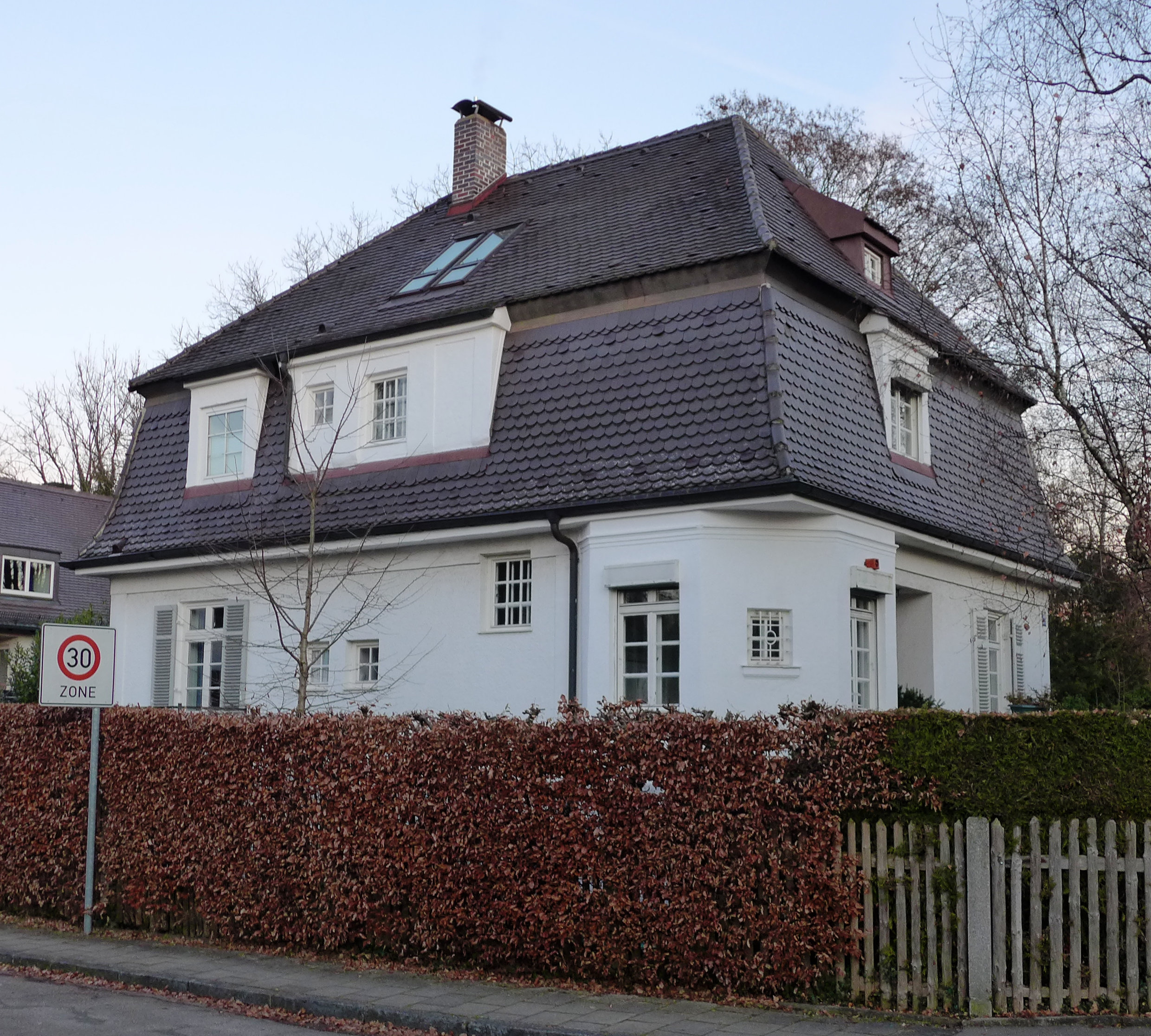
Hofbrunnstraße 30
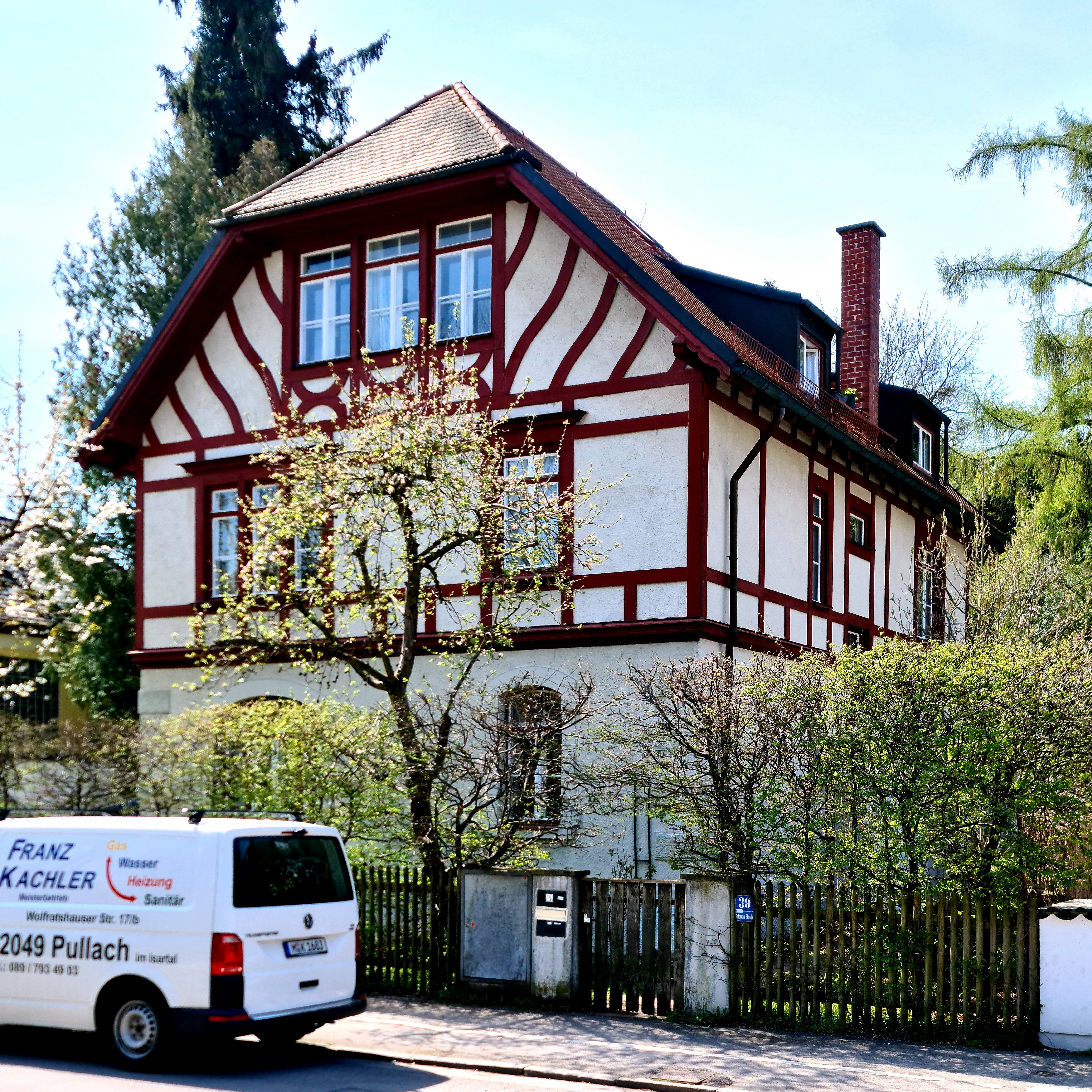
Hofbrunnstraße 39